# Сомонино (гмина)
Сомонино (пол. Somonino) — сельская гмина (волость) в Польше, входит как административная единица в Картузский повет, Поморское воеводство. Население — 9066 человек (на 2004 год).

## Демография
| Перепись                       | Всего   | Всего | Женщины | Женщины | Мужчины | Мужчины |
| ------------------------------ | ------- | ----- | ------- | ------- | ------- | ------- |
| Единицы                        | человек | %     | человек | %       | человек | %       |
| Население                      | 9066    | 100   | 4463    | 49,2    | 4603    | 50,8    |
| Плотность населения (чел./км²) | 80,8    | 80,8  | 39,8    | 39,8    | 41      | 41      |

## Соседние гмины
1. Гмина Картузы
2. Гмина Косцежина
3. Гмина Нова-Карчма
4. Гмина Пшивидз
5. Гмина Стенжица
6. Гмина Жуково